# صدرالسادات کازرونی
 میرزا محمدرضا رضای کازرونی  مشهور به صدرالسادات سلامی کازرونی، فرزند میرزا رفیع کازرونی عالم و شاعر ایرانی سده سیزدهم قمری بود.اثر مشهور وی اثار الرضا (در تاریخ و جغرافیای کازرون و شیراز) نام دارد.
نسب وی با هجده واسطه به جعفر صادق می رسد. او که اهل کازرون بود چندی در عتبات عالیات زندگی کرد. مدت دو سال در تهران قرین عنایت محمدعلی شاه قاجار بود و یک سال در اصفهان توقف کرد. چندی در حجاز و هندوستان و خراسان به سر برد و بیشتر زندگی خود را در شیراز گذراند. صاحب "تذکره مرآت الفصاحه" مکرر او را ملاقات نموده. از آثار وی: "آثار الرضا" و "دیوان" شعری که از آن اطلاعی در دست نیست.